# Li Auto L6

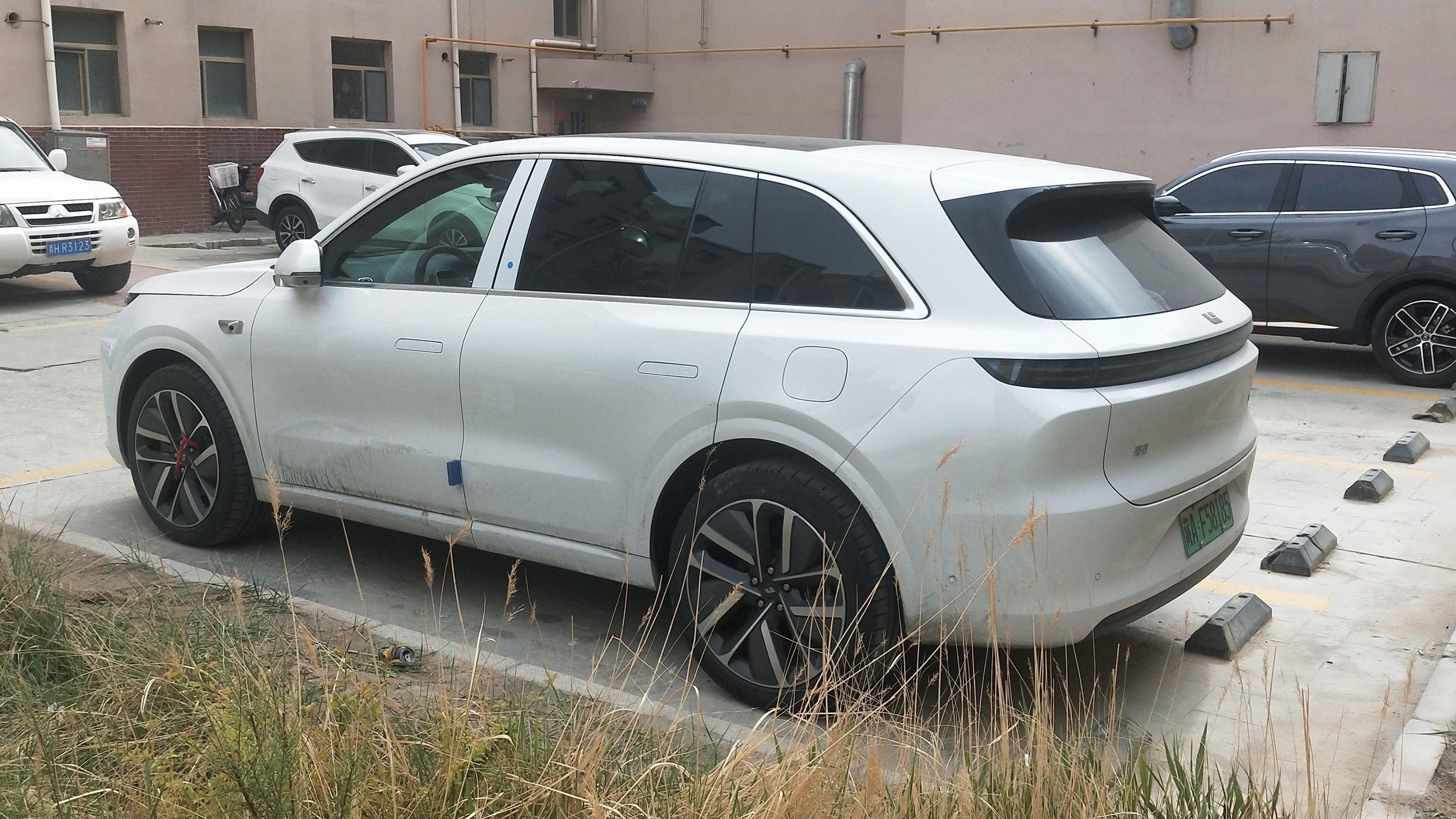
Вид сзади

Li Auto L6 (кит. 理想L6; пиньинь Lǐxiǎng L6) — среднеразмерный кроссовер китайской компании Li Xiang, запущен в производство в 2024 году. Является шестым автомобилем производителя и четвёртой моделью серии L, которая также включает в себя L7, L8 и L9.

## Описание
Li Auto L6 был представлен в апреле 2024 года. Он является третьим гибридным кроссовером, причём с укороченными кузовом и колёсной базой. Длина составляет менее 5 метров, а задняя часть изогнута. Цена составила 249 800 юаней.
От других моделей L6 отличается выштамповками на дверях, линией крыши и воздуховодом спереди. Автомобиль окрашивается в серый, серебряный, белый, чёрный, зелёный и светло-серый цвета (слоновая кость). Размер колёсных дисков 20 и 21 дюйм.

## Технические характеристики
Li Auto L6 оснащён 1,5-литровым бензиновым двигателем L2E15M с турбонаддувом мощностью 113 кВт (152 л. с.), который сочетается в паре с двумя синхронными электродвигателями с постоянными магнитами суммарной мощностью 330 кВт (440 л. с.). Ёмкость аккумулятора 36,8 кВт⋅ч.